# Global Gateway
Global Gateway (česky Globální brána) je strategie Evropské unie na podporu infrastrukturních projektů po celém světě, zejména však v rozvojových zemích v subsaharské Africe, Latinské Americe a Karibiku, na Blízkém východě, v Asii a Tichomoří. Iniciovaná byla v roce 2021 a jejím cílem je do roku 2027 shromáždit investice ve výši až 300 miliard eur.
Strategie je označována za protiváhu čínské iniciativy Nová Hedvábná stezka (známější pod názvem Pás a stezka) a dle prezidentky Evropské komise Ursuly von der Leyenové má bránit ekonomické a politické závislosti rozvojových zemí na Číně. Evropským zemím by měla přinést mj. snížení migrace a vytvoření byznysových příležitostí pro evropský průmysl. Oproti čínské iniciativě však projekty EU u příjemců narážely na odpor kvůli kladení podmínek například ohledně udržitelnosti, ale i vztahům stále ovlivněnými koloniální minulostí a dalšími politickými faktory.
Strategie je od roku 2024 součástí agendy českého eurokomisaře Jozefa Síkely. Ten mimo jiné musí projít tzv. grilováním ze strany Výboru pro rozvoj (DEVE) v Evropském parlamentu, který je ke strategii poměrně kritický.

## Oblasti podpory
Dle EU se strategie "zaměřuje na podporu inteligentních, čistých a zabezpečených propojení v oblasti digitálních technologií, energetiky a dopravy a na posílení zdravotnických, vzdělávacích a výzkumných systémů na celém světě." V jednotlivých oblastech byly vytyčeny priority:
- v oblasti digitálních technologií by se investice měly soustředit zejména na otevřený a bezpečný internet,
- v energetice na přechod k čisté energii,
- v dopravě na podporu ekologické a bezpečné dopravy,
- ve zdravotní péči na posílení dodavatelských řetězců a rozšíření místní výroby očkovacích látek,
- ve vzdělávání a výzkumu na investice do vysoce kvalitního vzdělávání se zaměřením zejména na dívky, ženy a zranitelné skupiny obyvatel.[1]

## Financování
Evropská unie počítala s investicemi v hodnotě až 135 miliard eur ze strany EU a 145 miliard eur ze strany evropských finančních a rozvojových institucí, doplněných grantovým financováním. Částka 53 miliard eur měla být určena na záruky a 232 miliard eur na udržitelné investice. Největší část prostředků, zhruba 150 miliard eur, by měla směřovat do Afriky, dalších 50 miliard pak do Latinské Ameriky. Otázka financování však zůstávala poměrně vágní.

## Projekty
V rámci Global Gateway bylo pro rok 2024 vybráno 138 "vlajkových" projektů po celém světě (o rok dříve 87), z čehož se 61 projektů týkalo klimatu a energetiky, 32 dopravy, 18 digitálních technologií, 14 zdravotní péče a 13 vzdělávání a výzkumu. Z toho 65 projektů mělo být realizováno v Africe, 30 v Latinské Americe a Karibiku a 20 v Asii. Mezi nevýznamnější projekty patří posílení produkce vakcín a léčiv v Africe nebo modernizace a výstavba železnice z angolského přístavu Lobito do Zambie a Demokratické republiky Kongo.

## Kritika
Strategie od počátku schytávala kritiku například za absenci uceleného plánu a nejasné financování, chybějící informace o možnosti zapojení pro evropské firmy nebo zapojení čínských a indických firem do projektů. Například dle Zuzany Krulichové z institutu Europeum iniciativa zaváněla neokolonialismem. Zároveň se dle některých kritiků jednalo pouze o rebranding již dříve existujících programů.